# Pierre Rambaud

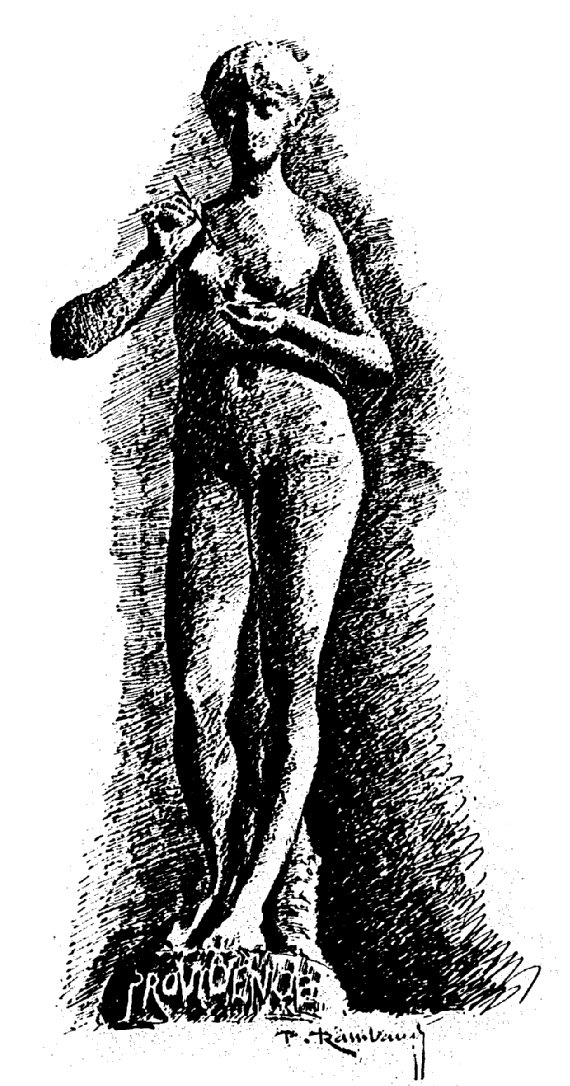
Pierre Rambaud: Providence

Pierre Rambaud (Allevard 1852 - Parijs 29 oktober 1893), was een Frans beeldhouwer, kunstschilder en Rozenkruiser.
Hij was tot zijn dood een pronkstuk van de Salons de la Rose-Croix van Joséphin Péladan.
Zoon van een werkende metselaar "een beetje een schilder en beeldhouwer," Rambaud Pierre, geboren in 1852 in Allevard, is zeer jong als vrijwilliger tijdens de oorlog van 1870-71 en blijft tot vijf jaar te dienen in Grenoble.
Het was tijdens zijn vrije tijd garnizoen leven valt hij in de beeldhouwkunst van de stad Grenoble onder leiding van Irvoy.
Vertrouwen in de mogelijkheden en bewezen, de jonge man ging naar Parijs in 1878 om aldaar, op de School voor Schone Kunsten, het onderwijs Chapu Jouffroy en van de Academie Jullian.
Beschouwd als te oud, dan moet hij afstand van zijn studies en, ondanks de steun van zijn broer, Jean-Baptiste, geschatte schilder, avocado Sestier Touvet en MP Gustave Rivet, had hij een harde magere tijden, niet bestaat nog dankzij subsidies van de afdeling en de gemeente Allevard.
Hoewel hij te zien in de Vereniging van Vrienden van de Kunsten in Grenoble in 1878, was het niet tot 1887, met zijn huwelijk met een jonge vrouw-schrijver in Parijs, komt bekendheid.
Rambaud onthult dan ook de officiële Salons in Grenoble en Dijon, en neemt deel aan een zeer significant op de Salons Rozenkruisers door de vriendschap die bindt aan de symbolistische schrijver Joseph Peladan.
Ziek, sterft hij in het midden van de schepping, in Parijs, 29 oktober 1893.
Zijn geboorteplaats is opgericht een monument voor hem en gaf zijn naam aan een plaats in de stad.
Zijn vele werken die ooit in een klein museum naast het hotel posities Allevard, werden geplunderd.
Er zijn een paar items aan het museum "Vroeger Allevard", en verspreide stukken of reproducties in het museum in Bayard Pontcharra, in Grenoble, Angers en in de Luxemburgse paleis in Parijs.
- Bibliothèque nationale de France: cb149259382 (data)
- RKD-Nederlands Instituut voor Kunstgeschiedenis: 215925
- Virtual International Authority File: 8011167625784603660006